# Carl Hamppe
Carl Hamppe (Švicarska, 1814. – Gersau, kanton Scwyz, 17. svibnja 1876.), bio je švicarsko-austrijski šahist i šahovski teoretičar.
Igrao je partije s Löwenthalom (4 : 5) 1846. godine, Ernstom Falkbeerom (16 : 15) 1850. godine i Danielom Harrwitzom (2 : 5) 1852. godine i  (0,5 : 3,5) 1860. godine.
Dvaput je osvojio prvenstvo Beča (Wiener Schachgesellschaft). To je bilo 1859. i 1860., oba puta ispred Wilhelma Steinitza.[3]
Njegova najslavnija partija bila je "besmrtni remi" (Carl Hamppe protiv Philippa Meitnera, Beč 1872. godine).
Pridonio je bečkoj partiji (1.e4 e5 2.Nc3) te dvama inačicama bečkog gambita: Hamppe-Allgaierov gambit (1.e4 e5 2.f4 exf4 3.Nf3 g5 4.h4 g4 5.Ng5) te Hamppe-Muziov gambit (1.e4 e5 2.Nc3 Nc6 3.f4 exf4 4.Nf3 g5 5.Bc4 g4 6.O-O gxf3 7.Qxf3).